# (308635) 2005 YU55
(308635) 2005 YU55 es un asteroide potencialmente peligroso de 400 metros de diámetro. Fue descubierto el 28 de diciembre de 2005 por Robert S. McMillan desde el Observatorio Nacional de Kitt Peak, de la Universidad de Arizona en el condado de Pima, al sur de Arizona (EE. UU.).
En febrero de 2010 fue calificado con el número 1 —probabilidad muy remota de impactar contra la Tierra— en la escala de Turín. En abril de 2010, investigadores de la Universidad Cornell estudiaron su órbita y descartaron cualquier posibilidad de impacto contra la Tierra en los próximos 100 años, usando el radiotelescopio de Arecibo (Puerto Rico). Teniendo en cuenta estos datos fue eliminado del sistema Sentry que monitoriza automáticamente los objetos estelares que pudieran impactar contra la Tierra, y por lo tanto fue situado en la categoría 0 de la escala de Turín.
El 8 de noviembre de 2011 el asteroide pasó a una distancia de 0,85 veces la distancia a la Luna, es decir, 0,00217 ua (325 000 km); y al día siguiente pasó a 0,00160 ua (239 000 km) de la Luna. Durante el acercamiento, el asteroide llegó a una magnitud aparente de 11, y pudo ser visible con unos buenos prismáticos. El 19 de enero de 2029, el asteroide pasará a 0,0019 ua (280 000 km) de Venus.
La próxima vez que un asteroide conocido pase cerca de la Tierra será en 2028, cuando el asteroide (153814) 2001 WN5 pase a 0,00166 ua (248 000 km).
Según el geofísico y experto en cráteres de asteroides, Dr. Jay Melosh —de la Universidad Purdue en Indiana—, si un asteroide del tamaño de (308635) 2005 YU55 alcanzase la Tierra, formaría un cráter de 6,3 km de diámetro y 518 m de profundidad, y provocaría un terremoto de magnitud 7 en la escala de Richter.